# Сынково (Московская область)

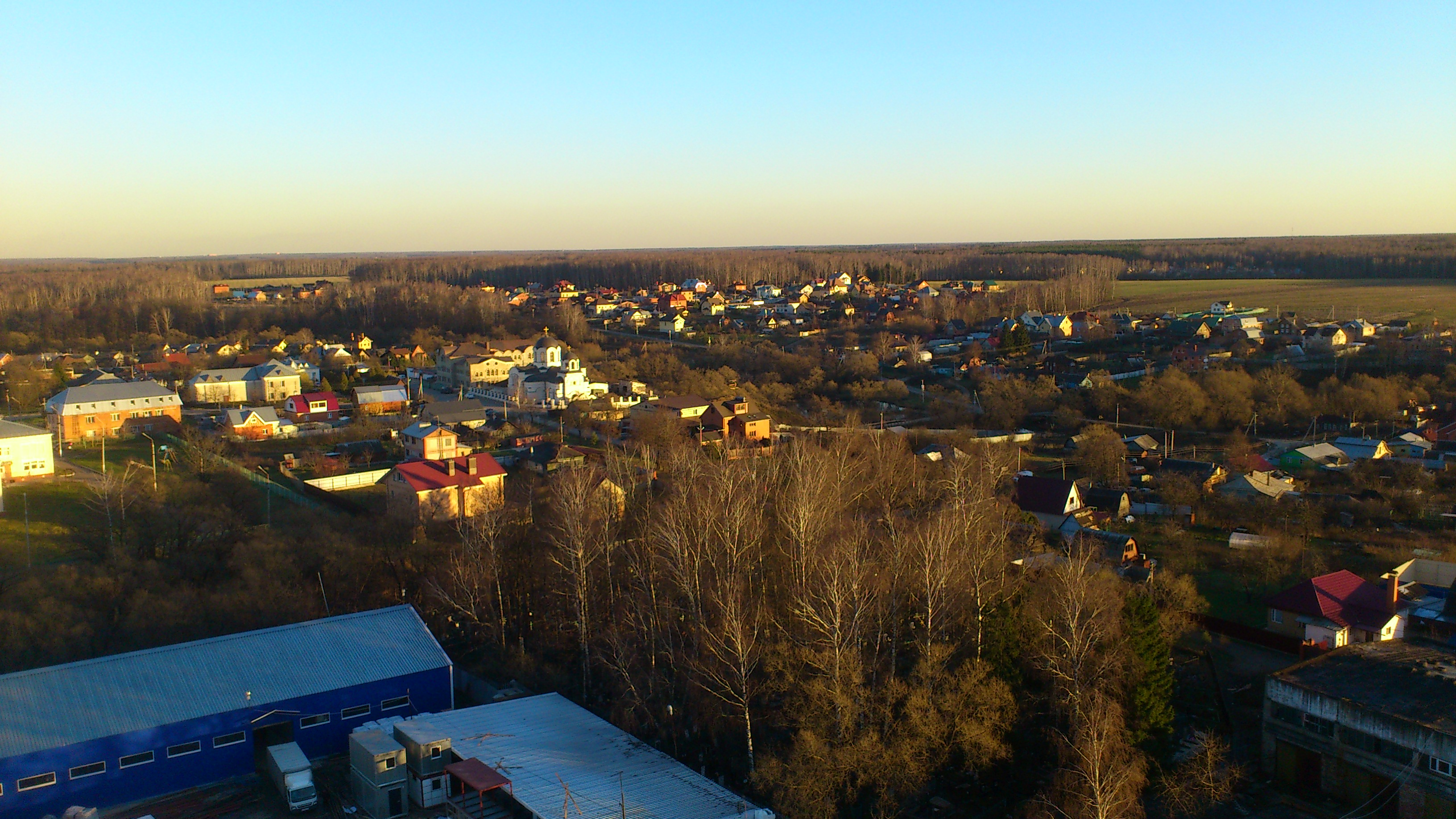
Аэрофотография села, в центре видна церковь

Сынково (Медведково) — село в городском округе Подольск Московской области России.
До 2015 года входило в состав сельского поселения Лаговское Подольского района; до середины 2000-х в Сынковский сельский округ.
Название происходит от предполагаемого некалендарного личного имени Сынок.

## Население
| 2002 | 2006 | 2010 |
| ---- | ---- | ---- |
| 792  | →792 | ↗849 |

Согласно Всероссийской переписи 2002 года, преобладающая национальность — русские (90 %).

## История
Село Сынково впервые упомянуто в писцовых книгах 1627—1628 годов и является старинной вотчиной дворян Мансуровых, с двумя дворами (поместьями) вотчинников. Во второй половине XVIII века были усадьбы полковника И. Г. Мансурова и бригадира Н. М. Мансурова. В середине XIX века усадьбами владели князья Трубецкие и полковница Н. А. Ростовцева и до 1917 года обеими усадьбами владели её наследники.
Во второй половине 1990-х — первой половине 2000-х годов село являлось административным центром Сынковского сельского округа.

## География
Село Сынково расположено примерно в 11 км к юго-востоку от центра города Подольска. В двух километрах западнее села проходит Симферопольское шоссе. Ближайшие населённые пункты — деревни Хряслово, Харитоново, Слащево, Новоселки и Пузиково.

## Достопримечательности
- В селе расположена Церковь Иоанна Богослова[8], построенная в 1899 году в неовизантийском стиле (неорусском). Церковь построена по проекту архитектора Н. М. Садовникова, вместо прежней деревянной, с новой колокольней[7]. В советское время церковь закрывалась. В начале 1990-х была открыта и отремонтирована[9].
- В селе также находилась усадьба Сынково. Сохранившийся до нашего времени усадебный парк является объектом культурного наследия местного значения[10].

## Образование
В селе Сынково расположена Сынковская Средняя общеобразовательная школа, а также детский сад.